# Фракийская мифология
Фракийская мифология представляет собой верования фракийцев. Поскольку фракийцы были бесписьменным народом, то представления о их религии в основном черпаются из греческих источников. Так Геродот повествует о четырёх главных богах фракийцев, которые соответствуют греческим богам Арес, Артемида, Дионис и Гермес. Их сопоставляют с фракийскими персонажами:
- фракийский всадник Герос, культ которого сохранился в образе святого Георгия[1]. Солярное происхождение Героса подтверждается смешением его культа в эпоху поздней Античности с элементами митраизма[2]
- рогатый бог Сабазий, получивший известность в Элладе как Дионис[3] уже после написания Илиады, где его нет. Большую роль в дионисийском культе играло потребление алкоголя[4], хотя Геродот и не упоминает о распространении пьянства среди фракийцев. Жрецами Сабазия-Диониса были бессы (в Элладе спутники Диониса были истолкованы как сатиры). Культ Диониса заключался в ночных собраниях при свете факелов, где женщины играли значительную роль. Участники набрасывали на себя звериные шкуры и под звуки флейт и тимпанов доводили себя до исступления, после чего разрывали жертвенное животное, выражающее Диониса, и таким образом причащались его плоти[5]. Символом Диониса был лабрис[6]
- «великая богиня» Бендида — аналог Артемиды или Гекаты[7], святилище которой располагалось в Сармизегетузе и Беглик-Таш.
- Котис — в его честь совершались оргии, а мужчины переодевались женщинами.

Низовую мифологию фракийцев составлял культ нимф-русалок
Кроме того, популярный персонаж греческой мифологии Орфей сын водяного Эагра, который также являлся легендарным основателем орфизма, имел фракийские корни. Известен такой религиозный реформатор Залмоксис, которого иногда отождествляли с небесным богом Гебелейзисом. Именно он произвел разделение фракийской религии на северное (гето-дакийское), где было сильно патриархальное влияние, и южное направление, где сохранялись черты матриархата.
Некоторые неакадемические исследователи (В. Щербаков) полагают, что фракийская религия оказала существенное влияние на славянское язычество в годы черняховской культуры